# 8371 Goven
8371 Goven là một tiểu hành tinh vành đai chính được phát hiện bởi Charles de Saint-Aignan ở Đài thiên văn Lowell, khi xem các tấm phim chụp ở Palomar.